# Il signor Max
Il Signor Max é um filme de comédia produzido na Itália, dirigido por Mario Camerini e lançado em 1937.